# 98
Glej tudi: število 98
98 (XCVIII) je bilo prestopno leto, ki se je po julijanskem koledarju začelo na ponedeljek.

## Dogodki
- Trajan postane rimski cesar in poveča Rimsko cesarstvo na največji obseg.

## Smrti
- 27. januar - Nerva, rimski cesar